# افه علی
افه علی (انگلیسی: Efe Ali؛ زادهٔ ۳ ژانویهٔ ۲۰۰۳) بازیکن فوتبال است.
وی همچنین در تیم ملی فوتبال زیر ۲۱ سال بلغارستان بازی کرده است.